# Stadtmitte (Rostock)
Stadtmitte ist ein Ortsteil  der Hansestadt Rostock. Er besteht vor allem aus dem historischen Stadtkern innerhalb der Stadtmauer, die die Stadt noch bis 1830 vollständig umgab, mit der Nördlichen und der Östlichen Altstadt. Zudem gehört die südlich daran angrenzende Steintor-Vorstadt zum Ortsteil.

## Geschichte

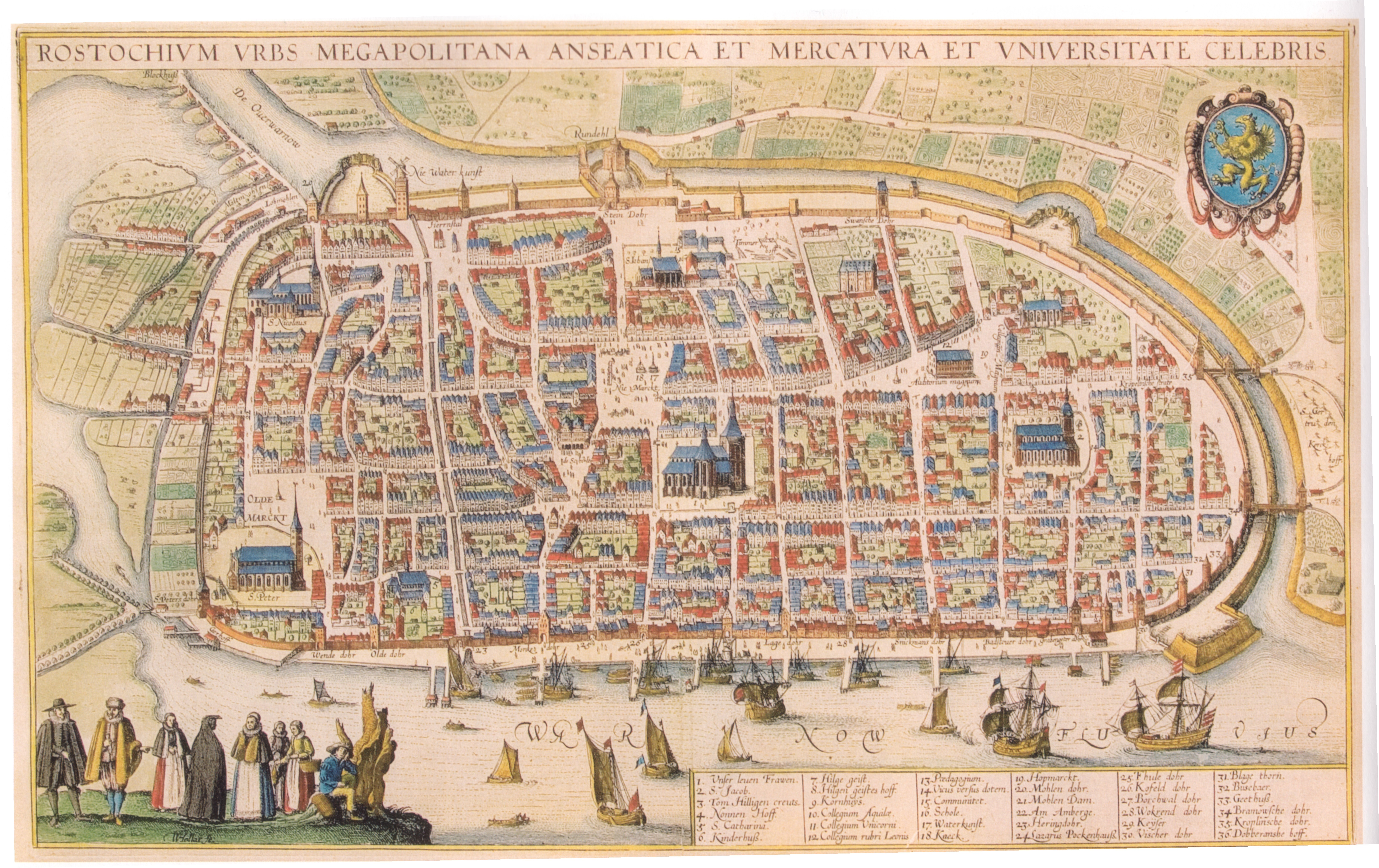
Rostockkarte von Wenzel Hollar von 1625

Im Mittelalter war Rostock in drei Stadtbereiche – Neustadt, Mittelstadt und Altstadt – eingeteilt.

Die Neustadt erstreckte sich um die Jakobikirche, gelegen zwischen der Faulen Grube und dem Kröpeliner Tor,

die Mittelstadt breitete sich um die Marienkirche aus, und 

die Altstadt lag der Petrikirche und der Nikolaikirche zu Füßen.

## Heutige Zeit

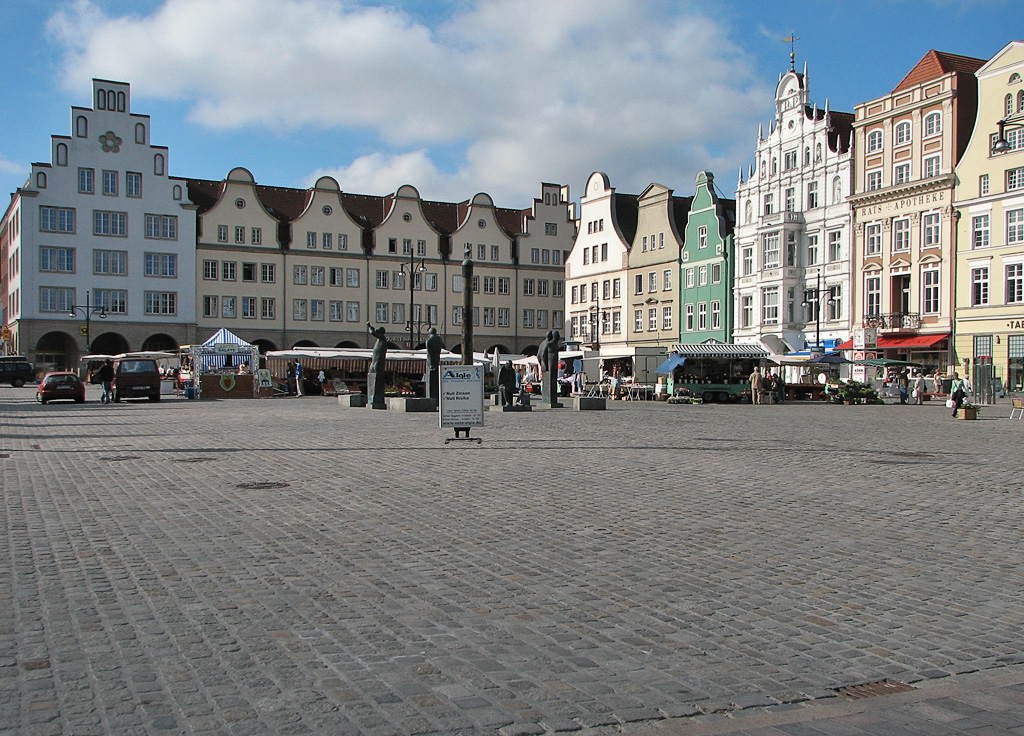
Neuer Markt im Stadtzentrum

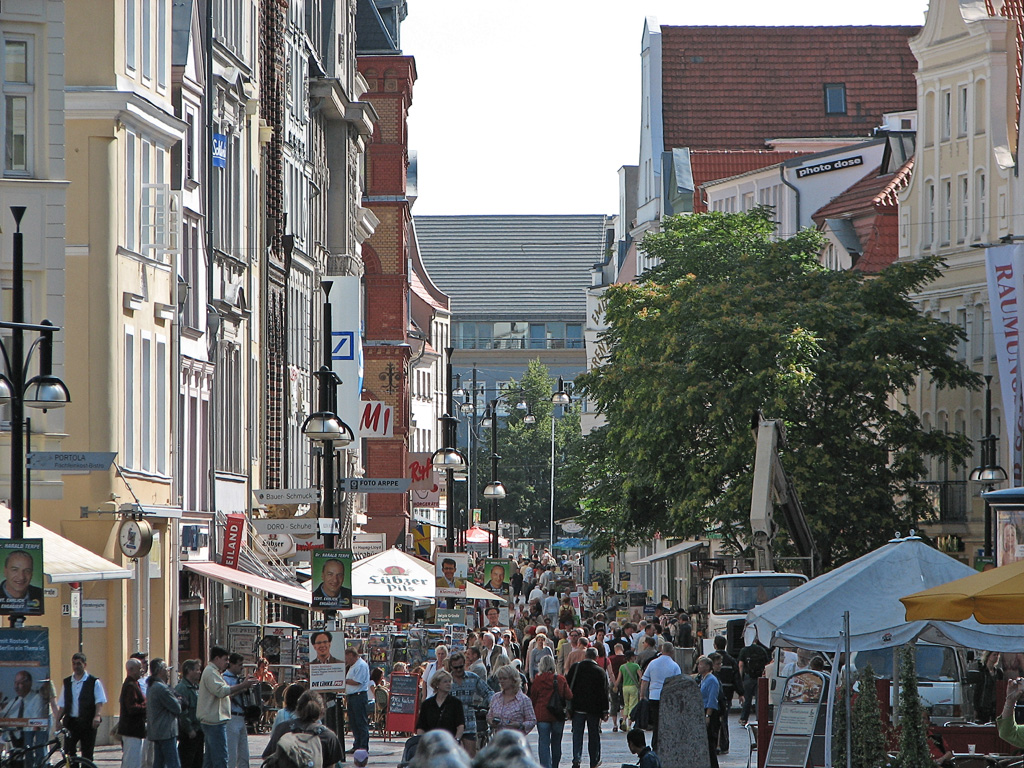
Blick in die frühere Blutstraße, heute Teil der Kröpeliner Straße

Der heutige Ortsteil Stadtmitte umfasst den eigentlichen Stadtkern sowie die  Steintor-Vorstadt und die angrenzenden Gebiete bis zur südlichen Stadtgrenze mit dem eingemeindeten früheren Dorf Dalwitzhof.
Ein Teil der Innenstadt, die Nördliche Altstadt, erstreckt sich nördlich der Langen Straße bis hin zur Grubenstraße. Im Westen dieses früheren Hafenviertels wurden in den 1980er Jahren großflächige Plattenbau-Wohnhäuser errichtet. Die Lange Straße wurde in den 1950er Jahren als sozialistische Magistrale nach den Kriegszerstörungen wiedererrichtet. Die Kröpeliner Straße, die in der Stadtmitte seit 1968 eine Fußgängerzone ist, ist in Rostock die Einkaufsmeile. Eine weitere nennenswerte Straße in der Stadtmitte ist die Breite Straße. Hier befinden sich das Kino Cinestar Capitol Filmpalast, die Galeria Kaufhof, welche in der DDR noch das Centrum-Warenhaus war, Restaurants, diverse Cafés und Geschäfte.
Die Östliche Altstadt in der Stadtmitte liegt östlich des Neuen Marktes. Hier überwiegen kleinere Häuser und beschauliches Altstadt-Flair. Die Straßen tragen historische Namen und sind größtenteils nach mittelalterlichen Handwerkerberufen benannt. Dort hat auch die mittelalterliche Straßenstruktur im Wesentlichen überdauert.
Zur Stadtmitte zählt heute auch die Steintor-Vorstadt. Dieser Stadtteil entstand seit Mitte des 19. Jahrhunderts südlich des Steintors als Wohnviertel für wohlhabende Bürger der Stadt. Im Viertel sind interessante und oft liebevoll renovierte Villen und Bürgerhäuser, vom klassizistischen Stil über den Historismus bis zum Jugendstil erhalten.

## Sehenswertes
In der Stadtmitte gibt es viele sehenswerte Viertel, Gebäude und Straßen. Der Stadthafen mit den Speichergebäuden ist bei Hanse Sail ein zentraler Treffpunkt. Weiterhin sind das kulturhistorische Museum im Kloster zum Heiligen Kreuz und im Kröpeliner Tor, die Stadtbibliothek in der Kröpeliner Straße, das Hauptgebäude der Universität Rostock am Universitätsplatz, die Wallanlagen der ehemaligen Stadtmauer, die Kirchen St. Petri, St. Nikolai und St. Marien, das Rathaus, das  Michaeliskloster, das Steintor, das Kuhtor, das Hausbaumhaus und die Fischerbastion (Kanonsberg) zu nennen.
Denkmale
Siehe dazu die Liste der Baudenkmale in Rostock und die Liste der Denkmäler, Brunnen und Skulpturen in Rostock.

## Verkehr
Der Hauptbahnhof liegt am südlichen Rand des Ortsteils und ist mit den Straßenbahnlinien 3, 4, 5 und 6 mit der Innenstadt verbunden. Auch die beiden anderen Straßenbahnlinien 1 und 2 durchqueren die Innenstadt. Der Südosten der Steintor-Vorstadt ist mit den Buslinien 22 und 23 erschlossen.
Für den Autoverkehr wurden in den Jahren um und nach 2000 mehrere innerstädtische Hauptstraßen im Süden und Westen des Stadtzentrums neu beziehungsweise ausgebaut. Im Gegenzug wurde der Bereich um den Neuen Markt verkehrsberuhigt.
Straßen
Zu den historischen Straßen und Plätzen siehe in den einzelnen Artikeln, die in der Kategorie:Stadtmitte (Rostock) aufgeführt sind.